# Argyrophylax phoeda
Argyrophylax phoeda là một loài ruồi trong họ Tachinidae.